# Parque Estadual da Assessoria de Referência Agrária
O Parque Estadual da Assessoria de Referência Agrária, ou simplesmente Parque Estadual da ARA, é um parque estadual paulista localizado na cidade de Valinhos. É o menor parque estadual de São Paulo, com apenas 64,30 hectares (0,6 km2), protegendo um pequeno remanescente de floresta estacional semidecidual.